# Huancabamba (província)
Huancabamba é uma província do Peru localizada na região de Piura. Sua capital é a cidade de Huancabamba.

## Distritos da província
- Canchaque
- El Carmen de La Frontera
- Huancabamba
- Huarmaca
- Lalaquiz
- San Miguel de El Faique
- Sondor
- Sondorillo